# Йоан (римски император)
Вижте пояснителната страница за други личности с името Йоан.
Йоан, или Йохан (лат. Iohannes) – узурпира императорския сан на Западната Римска империя от август 423 до май 425.
Висш дворцов чиновник по времето на западноримския император Хонорий, Йоан е способен администратор, но без военен опит. Безвластието настъпило след кончината на бездетния Хонорий, става причина група патриции да издигнат кандидатурата му за император и той започва да действа, като такъв, въпреки че не е одобрен нито в Константинопол, нито е подкрепен от войските в Галия, а управителят на Картаген спира доставките на жито към Рим. Йоан е принуден да изпрати Флавий Аеций в Панония при хуните с молба за военна помощ.
Междувременно Теодосий II, император на Източната Римска империя, който отначало се въздържа да посочи претендент, както и да поиска едноличен контрол над цялата територия на разделената Римска империя, обявява племенника си Валентиниан III (около 5-годишен) за съимператор на Запада, предизвиквайки война между двете империи, в която застанал начело на много малка войска Йоан е пленен в Равена и отведен в Аквилея. Там той е публично изтезаван, осакатен, изложен на хиподрума, качен върху магаре и накрая обезглавен.
Броени дни след смъртта на Йоан, Аеций пристига в Италия, начело на 60 хиляди хунски наемници. Между него и новото правителство е постигнато споразумение, съгласно което той става главнокомандващ на Западната Римска империя и регент на Валентиниан III, съвместно с майка му Гала Плацидия.